# Intraarteriell

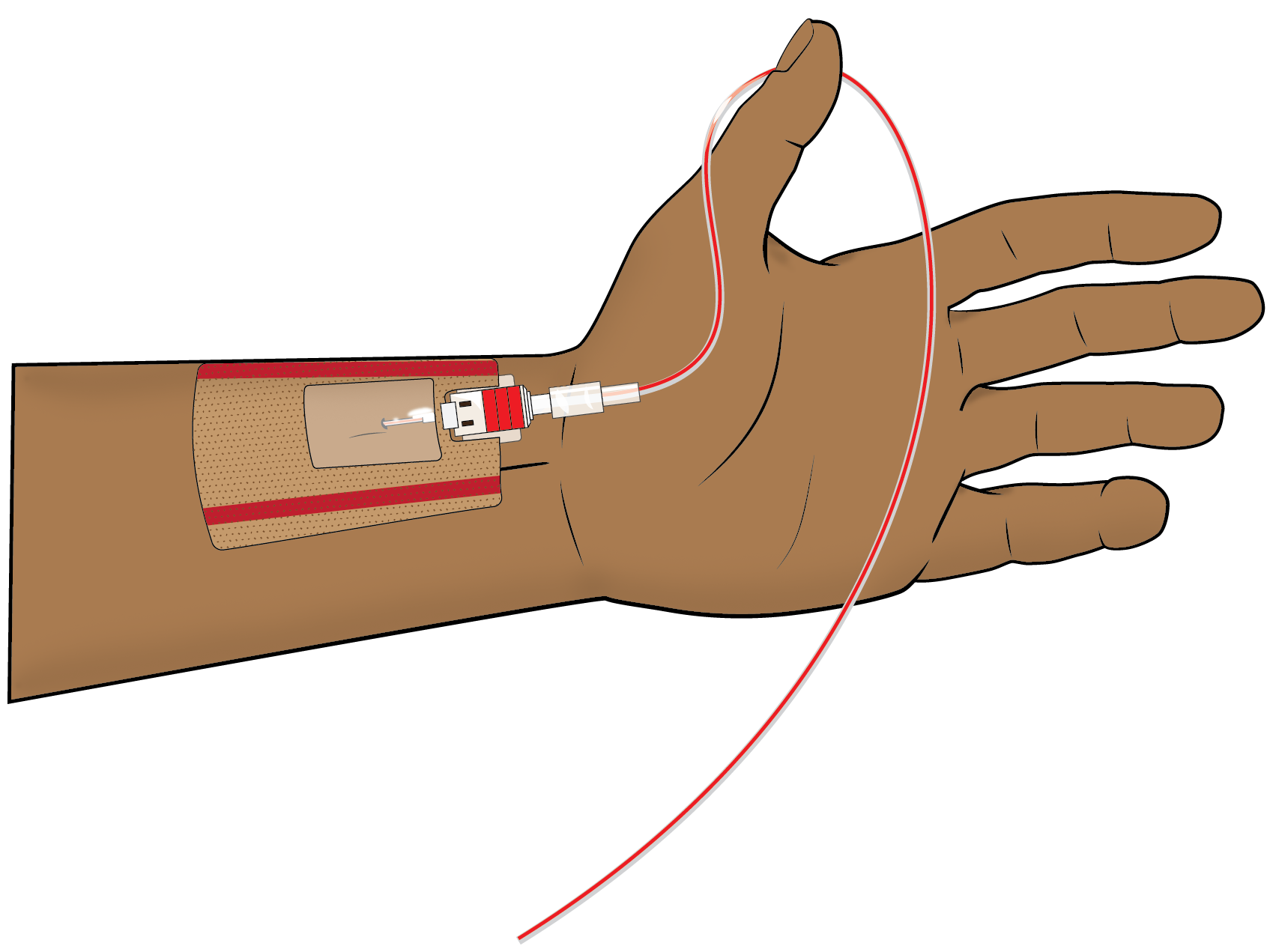

Der Begriff intraarteriell (i. a.) bezeichnet die Einbringung von Substanzen, Flüssigkeiten oder Medikamenten in eine Arterie. Dies kann zu therapeutischen oder diagnostischen Zwecken oder unabsichtlich erfolgen. Die Einbringung kann kontinuierlich (Dauerinfusion), für einen bestimmten Zeitraum (Infusion oder Injektion) oder nur einmalig (Injektion) erfolgen. Auch die Lage von Fremdkörpern (beispielsweise Kathetern) in Arterien wird als intraarteriell bezeichnet.

## Anwendungen
In der Medizin beim Menschen werden mit dem Adjektiv intraarteriell folgende Einbringungen bezeichnet:
- Intraarterielle Injektion: Hier wird zumeist einmalig und mit großer Geschwindigkeit ein Medikament, eine Substanz oder eine Flüssigkeit in eine Arterie eingebracht. Die Arterie wird dabei vor Einbringung der Substanz mittels einer Injektionsnadel oder einer Venenverweilkanüle punktiert. Kontrastmittel im Rahmen von Röntgendarstellungen des arteriellen Gefäßsystems (arterielle Angiographie) werden auf diese Art in eine Arterie eingebracht. Prinzipiell kann jede Arterie zu diesem Zwecke punktiert und einer Injektion unterzogen werden.
- Intraarterielle Infusion:In diesem Fall wird eine Substanz, ein Medikament oder eine Flüssigkeit über einen längeren Zeitraum in eine Arterie eingebracht. Zu diesem Zwecke muss die Arterie zuvor punktiert werden, was entweder mittels einer Venenverweilkanüle oder einer speziellen Arterienverweilkanüle erfolgt. Die Punktion der Arterie erfolgt mit der Verweilkanüle samt deren Stahlmandrin; nach Sicherung der intraarteriellen Lage wird der Mandrin entfernt und die Verweilkanüle aus Kunststoff verweilt intraarteriell. Die kontinuierliche Infusion von 0,9%iger Kochsalzlösung im Rahmen einer blutigen (intraarteriellen) Blutdruckmessung ist ein Beispiel für eine intraarterielle Infusion. Um die Verweilkanüle nicht durch gerinnendes Blut zu verstopfen, wird eine 0,9%ige Kochsalzlösung in geringer Geschwindigkeit kontinuierlich zugeführt (Spülung). Die am häufigsten verwendeten Arterien sind die Arteria radialis oder die Arteria femoralis. Auch die intraarterielle Infusion von Zytostatika wie Cisplatin im Rahmen der Behandlung von Hirntumoren ist ein Beispiel für eine intraarterielle Infusion. Die isolierte Extremitätenperfusion (ILP), bei der Behandlung von Weichteilsarkomen im Erwachsenenalter mittels Melphalan ist ebenfalls ein Beispiel für eine intraarterielle Infusion.[1] Die Injektion oder Infusion von Kontrastmittel oder gerinnselauflösenden Medikamenten (Thrombolytika) in die Herzkranzgefäße im Rahmen der Koronarangiographie (beispielsweise bei instabiler Angina Pectoris oder Herzinfarkt) ist eine intraarterielle Injektion. Jedoch ist die Bezeichnung arteriell in diesem Zusammenhang eher ungebräuchlich, und es wird der ortsspezifischere Begriff intrakoronar verwendet.[2]

## Vor- und Nachteile
Gegenüber intravenösen haben die intraarteriellen Injektionen und Infusionen den Vorteil einer schnelleren Verteilung der Substanz im Blutstrom, wobei dies nur für den von der Arterie versorgten Bereich des Körpers gilt.
Die intraarteriellen Injektionen und Infusionen haben mehrere Nachteile. Es besteht die Gefahr einer Thrombose mit oder ohne Verschleppung der Thromben (Embolie) in das Versorgungsgebiet der Arterie. Eine Blutung nach Punktion einer Arterie kann nur mit deutlich höherem Aufwand zum Stillstand gebracht werden als eine Blutung aus einer Vene. Drittens kann eine Punktion einer Arterie zu einer Minderversorgung des von ihr versorgten Gebietes führen (Ischämie oder Infarkt, Nekrosen). Im schlimmsten Fall kommt es zum Verlust einer Extremität, wie etwa bei der akzidentiellen Injektion eines Barbiturates. Intraarterielle Infusionen von Zytostatika wie Cisplatin verursachen im Rahmen der Hirntumorbehandlung ein gehäuftes Auftreten von schweren Nebenwirkungen wie Erblindung.
Da die Risiken und Nebenwirkungen in der Regel die möglichen Vorteile übersteigen, wird beispielsweise für die Einbringung systemisch wirkender Medikamente und Flüssigkeiten der intravenöse Weg bevorzugt und auch angewendet.
Die invasive Blutdruckmessung (intraarterielle Blutdruckmessung) lässt sich nicht auf dem Weg einer intravenösen Blutdruckmessung realisieren, da die Blutdrücke venös und arteriell unterschiedlich sind. Auch bei der isolierten Extremitätenperfusion ist die lokal begrenzte Exposition gegenüber einem Zytostatikum wie Melphalan das gewünschte Ziel, welches mit einer intravenösen Gabe nicht erreicht werden kann.